# 盧切尼鄉
44°51′N 25°27′E / 44.850°N 25.450°E
盧切尼鄉（羅馬尼亞語：Comuna Lucieni, Dâmbovița），是羅馬尼亞的鄉份，位於該國南部，由登博維察縣負責管轄，面積44平方公里，海拔高度249米，2007年人口2,952，人口密度每平方公里67人。